# Wrather Company
La Wrather Company était la société regroupant les actifs de Jack Wrather, principalement des actifs dans la télévision dont la série radiophonique puis télévisée The Lone Ranger.

## Historique
Au début des années 1940, Jack Wrather prend la présidence de la société pétrolière de son père malade.

### 1955-1980: Disneyland et la télévision
Le 6 mars 1955, la presse annonce un projet d'hôtel mitoyen au parc Disneyland alors en construction mené par Jack Wrather et Helen Alvarez. La première phase du projet estimée à de 2 millions d'USD sur un total de 10 millions d'USD a été confiée à des entreprises des constructions de Los Angeles. Le projet de la Wrather Corporation prévoit 102 chambres d'hôtel et 104 chambres de motel, un bar et un espace de cocktail. La cérémonie de début des travaux a lieu le 18 mars 1955. Jack Wrather et Helen Alvarez sont les propriétaires de la chaîne KFMB-TV (en). La société nomme Raymond Page comme architecte paysagiste et Tony Pereira comme architecte  des intérieurs. L'hôtel baptisé Disneyland Hotel and Motor Hotel ouvre ses portes le 1er octobre 1955 avec une centaine de chambres sur le principe d'un motel avec le luxe d'un hôtel de séjour.

### 1980-1988: Propriétés de Long Beach

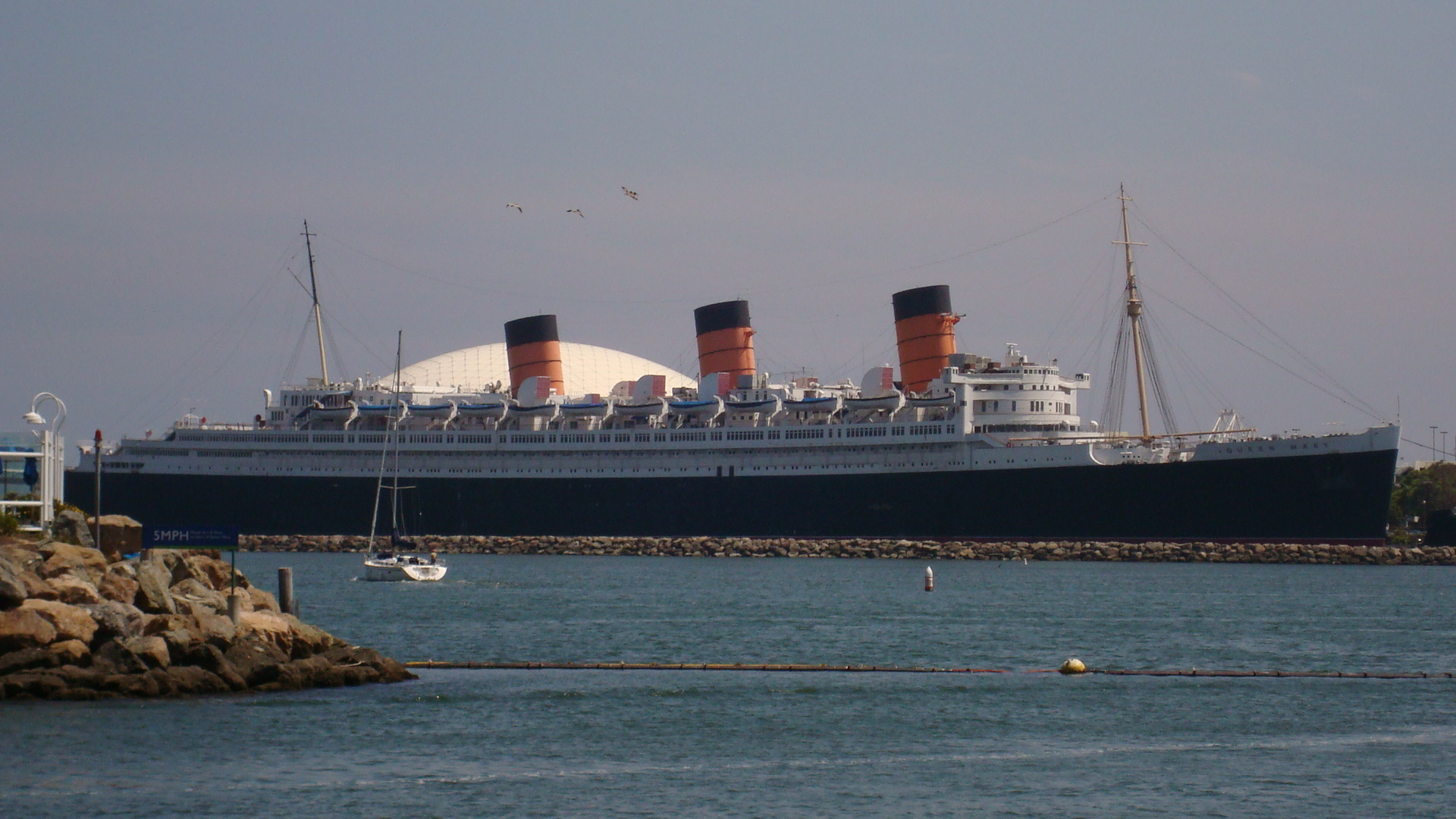
Le complexe autour du Queen Mary de la Wrather Corp.

Le 3 juillet 1980, la Wrather Company confirme être l'un des investisseurs ayant proposé d'acheter le Queen Mary et différentes propriétés du port de Long Beach à l'embouchure du fleuve Los Angeles. La commisison portuaire doit se réunir le 14 juillet pour statuer sur les enchères lancées en mars 1978. Elles comprennent aussi l'achat ou la gestion du Spruce Goose installé sous un dôme à côté du navire. Le 16 juillet 1980, Wrather gagne les enchères et devient le gestionnaire des différentes propriétés vendues totalisant 45 acres (182 109 m2). Le 10 août 1980, la ville accepte de payer 5,1 millions d'USD à Specialty Restaurants pour rompre le contrat de gestion des restaurants du navire qu'elle avait. Le 26 août 1980, Wrather signe un contrat de 40 ans pour la gestion du site touristique de port de Long Beach. Wrather prévoit une rénovation de 10 millions d'USD du navire à compter de 2 septembre.
Le 1er septembre 1980, la Wrather Company devient le propriétaire du Queen Mary et des diverses propriétés autour dont un hangar en forme de dôme qui doit accueillir le Spruce Goose à parti d'octobre. Wrather prévoit de développer une marina de 235 acres (951 011 m2) autour du Queen Mary ainsi qu'une enveloppe de 9 millions d'USD pour le Spruce Goose et elle peut stopper le projet sous 5 ans. L'exposition aérienne centrée autour du Spruce Goose ouvre le 14 mai 1983.
Le 21 janvier 1988, la Walt Disney Company signe le rachat des possessions de la Wrather Company pour 152 millions de dollars et 89 millions de dette après plusieurs années de négociations avec les ayants droit du défunt Jack Wrather (mort en 1984). Le 30 mars 1988, Disney achète 50 % de Wrather Corporation pour 85,2 millions d'USD